# モーニングスター (武器)

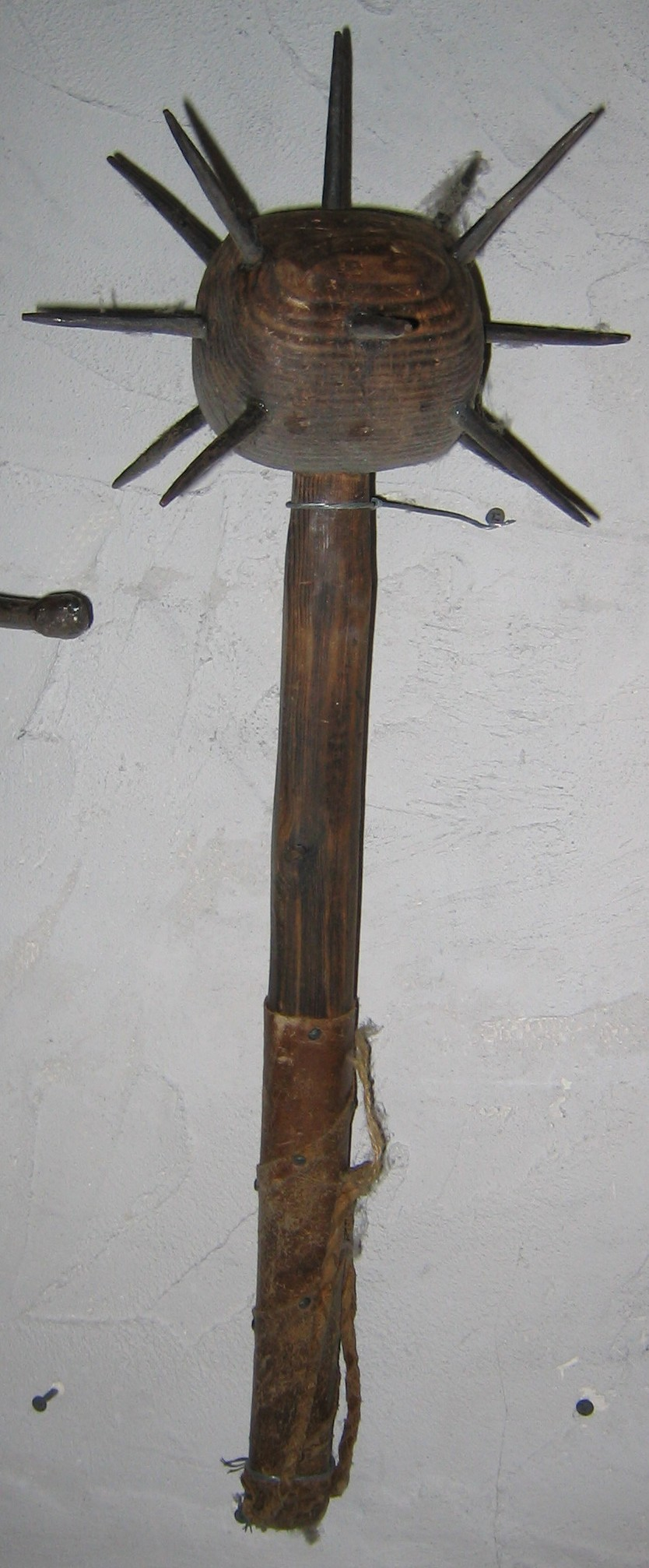
モーニングスター（ドイツ、フライブルクの拷問博物館）

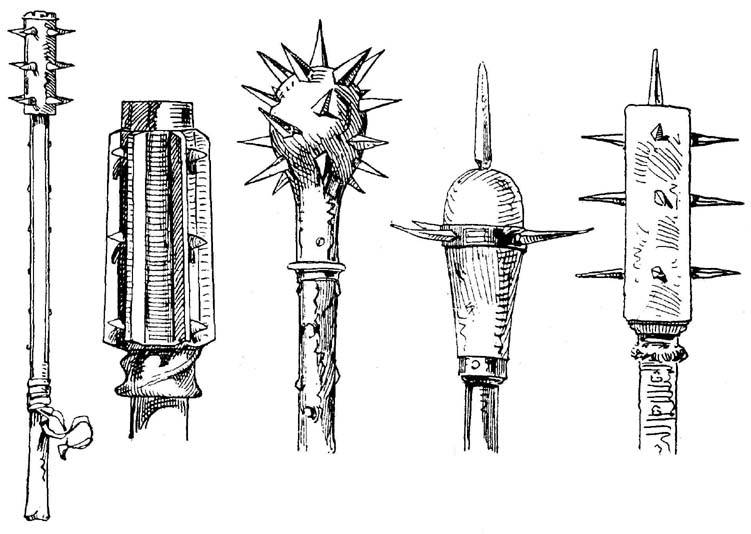
モーニングスター、および、同じ名で呼ばれることがある武器の柄頭の形状比較図

モーニングスター（英語: morning star）、あるいはモルゲンシュテルン（ドイツ語: Morgenstern）は、打撃用の武器の一種。日本語では、朝星棒（ちょうせいぼう）、星球式鎚矛（せいきゅうしきつちほこ）、星球武器（せいきゅうぶき）とも言う。
殴打用合成棍棒であるメイスの一種で、名称の由来となった星球（球状の頭部に複数の棘を備えたもの）の柄頭を特徴としている。
メイスは古代から使用される普遍的な武器で、頭部をスパイクで強化する手法もよく使われる手法である。メイスやモーニングスターのような殴打武器は、金属鎧に対して刀や剣、槍の類より有効な打撃を与えることができるため、重武装化が進んだ古代西アジアや古代中国・中央アジアで対抗手段としてメイスがよく用いられるようになり、その中で出縁型メイスやモーニングスターに類似する武器が開発された。後に中世西ヨーロッパでもメイスがよく用いられるようになり、13世紀から14世紀ごろにドイツで生まれたモルゲンシュテルン (Morgenstern) は棘付きメイスから発展した武器で、大型球型の頭部に棘を放射状に配置した柄頭をもっていた。モルゲンシュテルンは完成度の高さから、他の西ヨーロッパ地方へ広がり、16世紀には騎士が使用する一般的な武器の一つになった。また第一次世界大戦では、塹壕戦における無音武器として復活している。

## 呼称
英語名 morning star は、「明けの明星」を意味すると同時にこの武器の名でもあるドイツ語 Morgenstern に由来する意訳語で、柄頭の形状を輝く星の形に見立てている。そこから同型の頭部をもった武器を広く morning star と呼び、星型の柄頭を備えたフレイルなどを同様に呼ぶことがある。

## 同じ名で呼ばれる武器

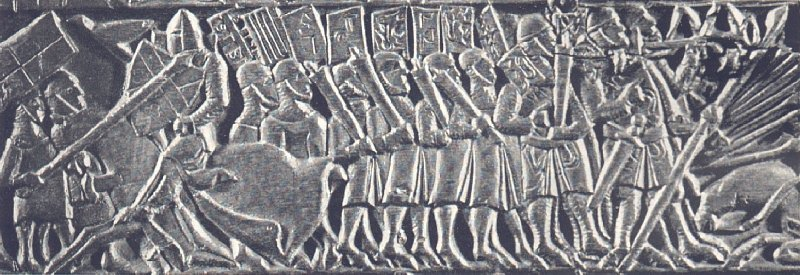
1302年に勃発した金拍車の戦いの一局面であるコルトレイク (en) の戦い (cf.) の様子を伝えるレリーフにおいて、フランドル都市連合軍の兵士たちが得物とするゴーデンダッグが見える（中央の隊列）

ホーリーウォータースプリンクラー（英語：holy water sprinkler）
基本的にはメイスの別称として用いられる。この名で呼ばれるのはある種のブラックユーモアであるが、要するに頭上にメイスの一撃を加えるとあたかもスプリンクラーが水を吹くように血液が飛び散るさまを言い表したのだとされる。こうした武器は特に聖職者の間で愛用された。当時の聖職者は騎士階級出身者も多く、彼らは僧職にありながらも戦場に立つことも多かった。代表的な例としては『ローランの歌』の大司教テュルパン、ウィリアム征服王の異母弟でバイユー司教のオドがいる。彼らがこうした武器を好んだのは、剣と異なり相手を殴打しても「血を流す機会が少ない」からであった。
ゴーデンダッグ（英語：goedendag、別名：godendac、godendard、godendart）

ゴーデンダック、ないしヘーデンダーハなどとも呼ばれるこの戦棍はフランドルの歩兵が使用したものとして名高い。右のレリーフにあるように、木製の柄に金属のスパイク（通常は一本）を取り付けたもので、柄は先端になるほど幅が太くなり、ほぼ円錐形に近い形状をしている。長さも1m前後あるため、歩兵に対してはもちろん、馬上の騎士にも攻撃ができるようになっている。コルトライク（クールトレ）の戦いでフランドル軍が使用したのちは、この武器はフランドル兵の代名詞的存在となった。
しかしゲーデンダークにはもう一つ候補となるものがあり、フィレンツェの商人の記録では、「槍のような握りに棘のついた殻竿のような」武器であるとしており、こちらはフレイルに近い形状をしているものと思われる。

## 類似する武器

### 東洋の武器類
モーニングスターと同類の概念を持つ武器として、中国には、殷後期に武器化された錘を始め、戦国時代前期に開発された狼牙棒や杵や蒺藜骨朶がある。狼牙棒は古代中国において棍を発展させたもので、1mほどの金の先に直径10cm、長さ50cm程度の紡錘形の棘を取り付けた頭部を備えた武器である。戦場での疲労を避けるため柄頭を中空にしてあった。
また、日本には南北朝時代に現れた金砕棒があり、鬼の得物としてよく知られている。

### 現代の武器
モーニングスターに類似した凶器として、野球のバットに釘を打ち付けた釘バットがある。

## 創作作品におけるモーニングスター
歴史上のモーニングスターはメイスの一種であるが、ファンタジー作品においては、柄と棘付き鉄球の間を鎖で繋いだ形状のもの（cf. 武器#鎖物・縄）、すなわち、フレイル型のものが存在する。このフレイル型のもののみをモーニングスターと呼び、本来のモーニングスターは棘付きメイス、または単にメイスとだけ呼ぶ作品もある。